# Lasius koreanus
Lasius koreanus är en myrart som beskrevs av Seifert 1992. Lasius koreanus ingår i släktet Lasius och familjen myror. Inga underarter finns listade i Catalogue of Life.